# Hypena epigaea
Hypena epigaea là một loài bướm đêm trong họ Erebidae.